# La Humada
La Humada es una localidad del Departamento Chical Co, provincia de La Pampa, Argentina.

## Población
Contó con 657 habitantes (Indec, 2010),lo que representó un incremento del 56,8% frente a los 419 habitantes (Indec, 2001) del censo anterior.
El censo nacional 2022 arrojó 936 habitantes y 432 viviendas.
| Gráfica de evolución demográfica de La Humada entre 1991 y 2022 |
|                                                                 |
| Fuente: Censos nacionales del INDEC                             |

## Miscelánea
En las proximidades de esta localidad se ubica la Reserva natural La Humada.